# Förföljelser av hedningar i Bysantinska riket
Förföljelser av hedningar i Bysantinska riket hade sitt ursprung i föregående de Förföljelser av hedningar i Romarriket som hade påbörjats när Romarriket blev kristet på 300‐talet. Förföljelserna fortsatte sedan när riket 395 delades i Västrom och Östrom, som sedan blev Bysans. 
Förföljelserna var en konsekvens av den kristna trons anspråk på monoteism och religiöst monopol. Religionsfriheten hade slutligen avskaffats till förmån för kristendomen i Romarriket på 380‐talet, men tron på de olika polyteistiska religioner (”hedendom”) som hade funnits i Romarriket förut fortlevde länge i hemlighet. Därför utkom gång på gång lagar mot hedendom i Bysans från 395 fram till 530‐talet. Lagarna syftade till att försäkra att förbudet mot religionsfrihet efterlevdes, att förstöra icke kristna heliga platser och att förfölja och bestraffa hedningar på olika sätt. Först på 500‐talet upphörde förföljelserna mot hedningar, och Bysans ansågs slutligen helt kristet. 
Den hedniska oppositionen stödde år 484 sin egen kandidat, Leontius, som kejsare i ett uppror mot kejsar Zeno i hopp om att på detta sätt återinföra religionsfriheten och avsluta förföljelserna, men besegrades slutligen år 488, varefter Zeno iscensatte svåra förföljelser mot den hedniska oppositionen. Kejsar Anastasios I blev sedan vid sin kröning 491 den första kejsaren att svära på sin kristna trostillhörighet innan han tilläts bestiga tronen. Det fanns dock fortsatt kvar en hednisk opposition i Bysantinska riket så sent som år 527, när kejsar Justinianus I stadgade förbud för hedningar att inneha ämbeten och konfiskation av deras egendom. Isistemplet i File, Egypten (som då tillhörde Bysans), ska slutligen ha stängts år 537, vilket var det sista hedniska tempel som fortfarande var öppet. Så sent som 567 nämns att privatpersoner blivit bestraffade för hedendom. 